# Етиен дьо Ла Боети
Етиен дьо Ла Боети (на френски: Étienne de La Boétie) е писател-хуманист и френски поет, роден на 1 ноември 1530 г. в Сарла, град в югоизточната част на Перигор, и починал на 18 август 1563 г. в Жерминян, в град Таян-Медок, близо до Бордо. La Boétie е известен с дискурса си за доброволното робство. От 1558 г. той е близък приятел на Монтен, който му отдава посмъртна почит в есетата си .